# Wahl zum Schwedischen Reichstag 2022
- V: 24
- S: 107
- MP: 18
- C: 24
- L: 16
- M: 68
- KD: 19
- SD: 73

- Regierung: 176
- Opposition: 173

Die Wahl zum Schwedischen Reichstag fand am 11. September 2022 statt. Am gleichen Tag wurden auch die Wahlen zu den sekundärkommunalen Parlamenten (Regionfullmäktige) und primärkommunalen Parlamenten (Kommunfullmäktige) abgehalten. Das konservativ-rechte Oppositionslager unter Führung von Ulf Kristersson gewann die Mehrheit der Mandate. Daraufhin kündigte Ministerpräsidentin Magdalena Andersson ihren Rücktritt an.

## Ausgangslage

### Wahlergebnis 2018

Sitzverteilung nach der Wahl 2018

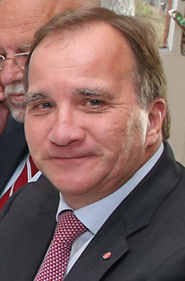
Stefan Löfven (2018)

Die Reichstagswahl 2018 hatte mit einem komplizierten Ergebnis geendet. Weder die von den Sozialdemokraten angeführte rot-rot-grüne Allianz (Sozialdemokraten, Grüne und Linkspartei) mit 144 Mandaten, noch die von der Moderaten Sammlungspartei angeführte Allianz für Schweden (Moderate Sammlungspartei, Zentrumspartei, Christdemokraten und Die Liberalen) mit 143 Mandaten, erreichten die absolute Mehrheit von 175 Mandaten. Die Schwedendemokraten erhielten 62 Mandate.

### Gescheiterte Regierungsbildung (09/2018–11/2018)
Der Verfassung entsprechend wurde der bisherige Regierungschef (statsminister) Stefan Löfvén dem Reichstag am 25. September zur Wahl vorgelegt, bei der er eine Mehrheit der Abgeordneten gegen sich hatte und somit keine neue Regierung bilden konnte. Danach fiel dem neugewählten Reichstagspräsidenten (talmannen) Andreas Norlén die Aufgabe zu, dem Reichstag einen geeigneten Kandidaten für die Wahl des Regierungschefs vorzuschlagen. Nach der schwedischen Verfassung kann der Reichstagspräsident dem Parlament vier Mal einen Kandidaten zur Wahl vorschlagen. Fallen alle vier Vorschläge durch, müssen innerhalb von drei Monaten Neuwahlen abgehalten werden.
Ulf Kristersson, Vorsitzender der Moderaten Sammlungspartei, wurde zuerst mit der Aufgabe der Regierungsbildung beauftragt, musste sein Vorhaben jedoch aufgeben, nachdem feststand, dass er von einer Mehrheit des Reichstags abgelehnt werden würde. Danach ging diese Aufgabe an den vorherigen Regierungschef Stefan Löfvén über. Da Löfvén ebenfalls keine Mehrheit sicherstellen konnte, ging der Auftrag zurück an Ulf Kristersson, der am 14. November 2018 zur Wahl antrat, bei ihr jedoch durchfiel. Beim zweiten Versuch wurde Stefan Löfvén zur Wahl vorgeschlagen, jedoch endete auch dies mit einer Niederlage des Kandidaten.

### Das „Januarabkommen“ (11/2018–01/2019)
Die Lösung der komplizierten Verhältnisse wurde unter dem Stichwort „Januarabkommen“ (Januariavtalet) bekannt. Dieses Abkommen beinhaltete eine Zusammenarbeit zwischen den Regierungsparteien Sozialdemokraten und Grüne sowie den liberalen Parteien Zentrumspartei und Die Liberalen. Wichtige Eckpunkte des Januarabkommens waren die Senkung des Spitzensteuersatzes um fünf Prozentpunkte, eine Lockerung des Kündigungsschutzes, ein Versprechen, dass steuerfinanzierte private Unternehmen in der Pflege, Krankenversorgung sowie Ausbildung (z. B. Schulunternehmen) weiterhin unbegrenzt Gewinne erwirtschaften können, sowie eine Anhebung der Umweltsteuern. Des Weiteren wurde vereinbart, dass während der Mandatperiode marktgerechte Mieten bei Neubauwohnungen eingeführt werden sollten.
Die Parteien des Januarabkommens waren jedoch auf das Stimmverhalten der Linkspartei angewiesen. Diese Frage war besonders pikant, da die Zentrumspartei und Die Liberalen zur Bedingung gemacht hatten, dass die Regierung der Linkspartei keinerlei Einfluss zugestehen würde. Am 16. Januar 2019 verkündete Jonas Sjöstedt (Vorsitzender der Linkspartei), dass seine Partei auf den „gelben Knopf“ drücken würde, d. h., dass sich die Partei der Stimme enthalten werde. Er drohte aber an, ein Misstrauensvotum zu initiieren, falls die Regierung eine Verschlechterung des Kündigungsschutzes oder marktgerechte Mieten wahrmachen würde. Sjöstedt erklärte, dass er bei einem Treffen mit Stefan Löfvén eine Zusammenarbeit in wichtigen Fragen vereinbart hatte und dass dies die Grundlage für die Stimmenthaltung der Linkspartei gewesen wäre. Den konkreten Inhalt dieses Treffen hielt er geheim. Annie Lööf, Vorsitzende der Zentrumspartei, sah in diesem Treffen keine Bedrohung des Januarabkommens.
Am Freitag, dem 18. Januar 2019, wurde Stefan Löfvén erneut dem schwedischen Reichstag zur Wahl vorgeschlagen. Bei 116 Ja-Stimmen und 153 Nein-Stimmen sowie 77 Enthaltungen wurde er vom Reichstag nicht abgelehnt und konnte somit den Posten des Regierungschefs wieder übernehmen. Da die Regierung Löfvén über nur 116 Mandate verfügte und bei Abstimmungen auf die Zustimmung weiterer 59 Mandate angewiesen war, um auf die erforderliche Mehrheit von mindestens 175 Mandaten zu kommen, wurde die Regierung als schwach eingestuft.
Dass bürgerliche Parteien dem Sozialdemokraten Löfvén zur Macht verhalfen, wurde von namhaften bürgerlichen Vertretern (wie z. B. der Christdemokratin Sara Skyttedal) als Verrat empfunden. Der Politikwissenschaftler Henrik Ekengren Oscarsson war der Meinung, dass das „Markenzeichen“ der bürgerlichen Allianz durch das Januarabkommen Schaden genommen hatte. Benjamin Dousa, Vorsitzender der Jungmoderaten, bat alle Interessierten, rechte Schuhe an seine Organisation zu schicken, in Anspielung auf die Aussage Annie Lööfs von 2013, dass sie eher ihren rechten Schuh aufessen würde, als Stefan Löfvén zum Regierungschef zu machen. Teile der Zentrumspartei beklagten daraufhin das niedrige Niveau der Debatte und man versprach, dass alle bei ihnen eingehenden Schuhe recycelt werden würden.

### Absetzung und Wiederwahl der Regierung Löfven (06/2021–11/2021)
Eine der ersten Maßnahmen der Regierung war die Abschaffung der sogenannten „Värnskatt“, eines Spitzensteuersatzes von fünf Prozentpunkten für Einkommen über etwa 6.000 € im Monat. Seit dem 1. Januar 2020 existiert dieser Steuersatz für die höchsten Einkommen damit nicht mehr. Die Abschaffung der Värnskatt wurde von mehreren Oppositionsparteien, wie z. B. der sozialistischen Linkspartei, abgelehnt. Durch die besondere Konstellation einer Allianz bestehend aus Sozialdemokraten und Grünen und den bürgerlichen Parteien Zentrumspartei und Die Liberalen sowie Duldung dieser Konstellation durch die sozialistische Linkspartei, befand sich Stefan Löfvén in ständiger Gefahr, abgesetzt zu werden. Zudem musste die Regierung mehrere Niederlagen bei Abstimmungen im Reichstag hinnehmen. Nicht zuletzt hatte die Linkspartei mehrere Male öffentlich gedroht, ein Misstrauensvotum zu initiieren, da sie Löfvéns Politik im Grunde als unakzeptabel empfand. Zum Bruch zwischen Regierung und Linkspartei kam es, als die Regierung im Sommer 2021 vorschlug, marktgerechte Mieten bei Neubauwohnungen einzuführen, da Kritiker einen starken Anstieg der Mieten befürchteten, falls dieses Vorhaben umgesetzt werden sollte.
Ein Misstrauensvotum am 21. Juni 2021 endete mit der Absetzung Stefan Löfvéns, da alle Parteien (bis auf Sozialdemokraten und Grüne) für eine Absetzung stimmten. Nach diesem Ergebnis erklärte Nyamko Sabuni (Vorsitzende der Partei Die Liberalen), dass damit die Voraussetzungen für eine Zusammenarbeit nicht mehr gegeben wären und strebte fortan eine bürgerliche Regierung unter Oppositionsführer Ulf Kristersson an. Da die Opposition (Linkspartei, Moderate Sammlungspartei, Die Liberalen, Christdemokraten, Schwedendemokraten) keine Regierungsalternative anbieten konnte, schlug Reichstagspräsident Norlén am 5. Juli erneut Löfvén zur Wahl des Regierungschefs vor. Bei der Wahl am 7. Juli 2021 wurde Löfvén bei 173 Nein-Stimmen nicht vom Reichstag abgelehnt und konnte somit erneut die Regierung stellen.

### Regierung Andersson I (11/2021–10/2022)

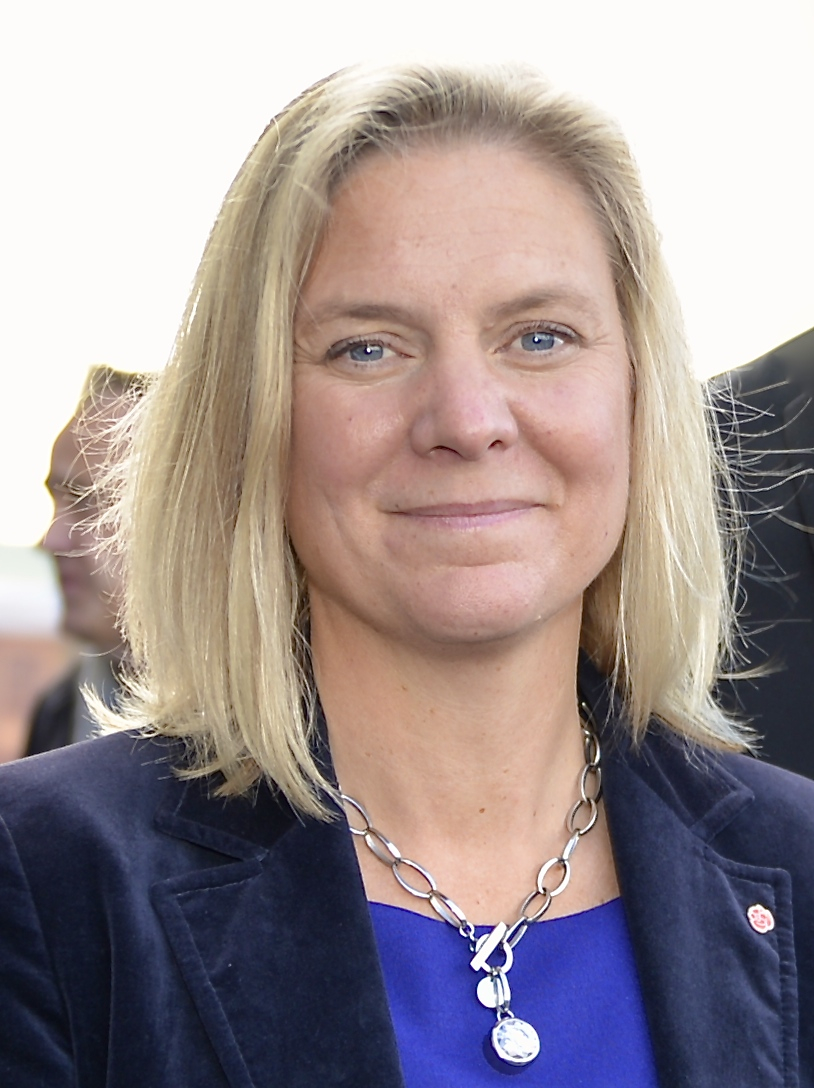
Magdalena Andersson (2014)

Am 23. August erklärte Stefan Löfvén, dass er sein Amt als Parteivorsitzender und Regierungschef im Herbst 2021 niederlegen werde. Auf dem Parteikongress der Sozialdemokraten am 4. November wurde die bisherige Finanzministerin Magdalena Andersson zur neuen Parteivorsitzenden gewählt. Nach ihrer Wahl zur Parteivorsitzenden übertrug Reichstagspräsident Andreas Norlen sie mit der Aufgabe der Regierungsbildung. Trotz unsicherer Mehrheitsverhältnisse im Reichstag schlug Norlén Andersson am 22. November zur Wahl des Regierungschefs vor. Eine Übereinkunft mit Nooshi Dadgostar, neue Vorsitzende der Linkspartei, sicherte Andersson schließlich die Wahl zur Regierungschefin. Im Gegenzug hatte die Linkspartei die Zusicherung erhalten, die Renten für die 700.000 ärmsten Rentner um 1.000 Kronen (etwa 100 Euro) zu erhöhen. Am 24. November 2021 wurde Andersson zur Ministerpräsidentin gewählt. Sieben Stunden später verließen jedoch die Grünen die Koalition, nachdem der Haushaltsvorschlag der Opposition (Moderate Sammlungspartei, Christdemokraten, Schwedendemokraten) eine relative Mehrheit fand, woraufhin Andersson zurücktrat.
Nach Beratungen mit den im Reichstag vertretenen Parteien entschied Reichstagspräsident Andreas Norlén, Magdalena Andersson wiederum zur Wahl vorzuschlagen, da alle Parteien signalisiert hatten, so abzustimmen wie bei der Wahl am 24. November. Norlén kritisierte jedoch die Grünen und meinte, dass sie ihn vorher über ihre Strategie hätten informieren sollen. Am 29. November wurde Magdalena Andersson bei 101 Ja-Stimmen und 173 Nein-Stimmen sowie 75 Enthaltungen vom Reichstag toleriert und übernahm damit erneut das Amt des Regierungschefs.
Da die neue Regierung rein sozialdemokratisch war, wurden die früheren grünen Minister durch Sozialdemokraten ersetzt. Den Posten des Finanzministers übernahm Mikael Damberg, der frühere Innenminister Anders Ygeman bildete ein neues Superministerium, bestehend aus Sport und Integrations- sowie Einwanderungsfragen. Karl-Petter Thorwaldsson, früherer Vorsitzender der den Sozialdemokraten nahestehenden Gewerkschaft LO, besetzte das Amt des Wirtschaftsministers. Schulministerin wurde Lina Axelsson Kihlblom, die erste Transgenderperson überhaupt, die ein Ministeramt in einer schwedischen Regierung bekleidete.
Einige Tage nach Vorstellung der Regierung gerieten die ersten Minister in die Schusslinie. Die neue Umweltministerin Annika Strandhäll sah sich dem Vorwurf konfrontiert, mehrere alte Rechnungen nicht bezahlt und damit eine schlechte Bonität bei der schwedischen Schufa zu haben. Infrastrukturminister Thomas Eneroth wurde beschuldigt, Frauen sexuell belästigt zu haben. Etwa gleichzeitig veröffentlichte die den Schwedendemokraten nahestehende Internetzeitung Nyheter idag ein altes Photo der neuen Zivilministerin Ida Karkiainen, auf dem die damals 15-Jährige den Hitlergruß zu machen scheint. Karkiainen selbst meinte, sich an die Begebenheit nicht erinnern zu können und sagte, dass, falls sie den Arm zum Hitlergruß gehoben haben sollte, dies ironisch gemeint gewesen wäre. Auch Regierungschefin Andersson geriet in den Fokus, als bekannt wurde, dass eine sich in Schweden illegal aufhaltende Putzhilfe regelmäßig von Magdalena Andersson zur Reinigung ihrer Villa beschäftigt worden war. Dies warf auch ein schlechtes Licht auf die Säpo (den schwedischen Nachrichtendienst), deren Aufgabe es ist, den Schutz des Regierungschefs sicherzustellen. Die Angestellte des betreffenden Reinigungsunternehmens wurde nicht nach Tarifvertrag bezahlt.

### Corona-Pandemie (2020–2022)
Die Regierungszeit wurde stark von der COVID-19-Pandemie beeinflusst. Die Pandemie führte im Jahr 2020 zu einer Übersterblichkeit von 98.000 gegenüber 91.000 Menschen im Durchschnitt der Jahre 2015–2019. Zu keinem Zeitpunkt wurde ein Lockdown eingeführt. Es wurden jedoch Begrenzungen hinsichtlich der Anzahl an Menschen, die sich bei Sportveranstaltungen, in Restaurants usw. treffen durften, eingeführt, welche im September 2021 wieder aufgehoben wurden. Im Rahmen der Omikronvariante wurden Empfehlungen ausgesprochen, u. a. eine Begrenzung der Besucheranzahl in geschlossenen Räumen sowie Fernunterricht bei Bedarf, welche im Februar 2022 größtenteils aufgehoben wurden.

### Geplanter NATO-Beitritt
Unter dem Eindruck des im Februar 2022 begonnenen russischen Überfalls auf die Ukraine beantragte Schweden zusammen mit Finnland am 18. Mai 2022 die Aufnahme in die NATO. Von den acht im Reichstag vertretenen Parteien sprachen sich sechs dafür aus und zwei linke Parteien (MP und V) dagegen.

## Ergebnis

Stimmenstärkste Parteien bei der Reichstagswahl 2022 nach Wahlkreisen (links) und Kommunen (rechts):

| Bündnis / Partei                                                                                         | Bündnis / Partei                                     | Bündnis / Partei                                     | Stimmen   | Stimmen | Stimmen | Sitze  | Sitze | Sitze  |
| Bündnis / Partei                                                                                         | Bündnis / Partei                                     | Bündnis / Partei                                     | Anzahl    | %       | +/−     | Anzahl | +/−   | %      |
| --- | ---------------------------------------------------- | ---------------------------------------------------- | --------- | ------- | ------- | ------ | ----- | ------ |
| |                                                      | Schwedendemokraten (SD)                              | 1.330.325 | 20,54   | ▲ 3,01  | 73     | ▲ 11  | 20,92  |
| | Moderate Sammlungspartei (M)                         | 1.237.428                                            | 19,10     | ▼ 0,74  | 68      | ▼ 2    | 19,48 |        |
| | Christdemokraten (KD)                                | 345.712                                              | 5,34      | ▼ 0,98  | 19      | ▼ 3    | 5,44  |        |
| | Liberale (L)                                         | 298.542                                              | 4,61      | ▼ 0,88  | 16      | ▼ 4    | 4,58  |        |
| Opposition                                                                                               | Opposition                                           | 3.212.007                                            | 49,59     | ▲ 0,41  | 176     | ▲ 2    | 50,42 |        |
| |                                                      | Sozialdemokratische Arbeiterpartei Schwedens (S)     | 1.964.474 | 30,33   | ▲ 2,07  | 107    | ▲ 7   | 30,66  |
| | Linkspartei (V)                                      | 437.050                                              | 6,75      | ▼ 1,25  | 24      | ▼ 4    | 6,88  |        |
| | Zentrumspartei (C)                                   | 434.945                                              | 6,71      | ▼ 1,90  | 24      | ▼ 7    | 6,88  |        |
| | Umweltpartei Die Grünen (MP)                         | 329.242                                              | 5,08      | ▲ 0,67  | 18      | ▲ 2    | 5,16  |        |
| Regierung mit unterstützenden Parteien                                                                   | Regierung mit unterstützenden Parteien               | 3.165.711                                            | 48,87     | ▼ 0,41  | 173     | ▼ 2    | 49,58 |        |
| | Partiet Nyans (PNy)                                  | Partiet Nyans (PNy)                                  | 28.352    | 0,44    | neu     | 0      | neu   | 0,00   |
| | Alternative für Schweden (AfS)                       | Alternative für Schweden (AfS)                       | 16.646    | 0,26    | ▼ 0,05  | 0      | ▬     | 0,00   |
| | Medborgerlig Samling (MED)                           | Medborgerlig Samling (MED)                           | 12.882    | 0,20    | ▬       | 0      | ▬     | 0,00   |
| | Piratenpartei (PP)                                   | Piratenpartei (PP)                                   | 9.135     | 0,14    | ▲ 0,03  | 0      | ▬     | 0,00   |
| | MoD (Mänskliga rättigheter och Demokrati; MD)        | MoD (Mänskliga rättigheter och Demokrati; MD)        | 6.077     | 0,09    | neu     | 0      | neu   | 0,00   |
| | Kristna Värdepartiet (KrVP)                          | Kristna Värdepartiet (KrVP)                          | 5.983     | 0,09    | ▲ 0,04  | 0      | ▬     | 0,00   |
| | Knapptryckarna (Kn)                                  | Knapptryckarna (Kn)                                  | 5.493     | 0,08    | neu     | 0      | neu   | 0,00   |
| | Feministische Initiative (FI)                        | Feministische Initiative (FI)                        | 3.157     | 0,05    | ▼ 0,41  | 0      | ▬     | 0,00   |
| | Sonstige                                             | Sonstige                                             | 12.351    | 0,19    | ▼ 0,21  | 0      | ▬     | 0,00   |
| |                                                      |                                                      |           |         |         |        |       |        |
| Gesamt                                                                                                   | Gesamt                                               | Gesamt                                               | 6.477.794 | 100,00  | ▬       | 349    | ▬     | 100,00 |
| |                                                      |                                                      |           |         |         |        |       |        |
| Gültige Stimmen                                                                                          | Gültige Stimmen                                      | Gültige Stimmen                                      | 6.477.794 | 98,93   |         |        |       |        |
| Ungültige Stimmzettel für nicht angemeldete Parteien                                                     | Ungültige Stimmzettel für nicht angemeldete Parteien | Ungültige Stimmzettel für nicht angemeldete Parteien | 1.431     | 0,02    |         |        |       |        |
| Ungültige leere Stimmzettel                                                                              | Ungültige leere Stimmzettel                          | Ungültige leere Stimmzettel                          | 62.833    | 0,96    |         |        |       |        |
| Ungültige andere Stimmen                                                                                 | Ungültige andere Stimmen                             | Ungültige andere Stimmen                             | 5.567     | 0,09    |         |        |       |        |
| Wahlbeteiligung                                                                                          | Wahlbeteiligung                                      | Wahlbeteiligung                                      | 6.547.625 | 84,21   |         |        |       |        |
| Wahlberechtigte                                                                                          | Wahlberechtigte                                      | Wahlberechtigte                                      | 7.775.390 | 100     |         |        |       |        |
| |                                                      |                                                      |           |         |         |        |       |        |
| Quelle: Val till riksdagen - Slutligt valresultat - Riket, Beslut resultat val till riksdagen 2022 - PDF |                                                      |                                                      |           |         |         |        |       |        |

## Politische Folgen
Schwedens sozialdemokratische Ministerpräsidentin Magdalena Andersson räumte am Abend des 14. September 2022 ihre Wahlniederlage ein und hat für den Folgetag ihren Rücktritt angekündigt. Infolge des schlechten Ergebnisses für die Zentrumspartei gab deren Vorsitzende Annie Lööf ihren Rücktritt zum nächsten Parteitag bekannt.

## Regierungsbildung
Am 14. Oktober 2022 kündigte der Parteichef der Moderaten Sammlungspartei Ulf Kristersson an, eine Minderheitsregierung mit seiner Moderaten Sammlungspartei (68 Sitze im Reichstag, −2 gegenüber 2018), den Christdemokraten (19 Sitze, −3) und den Liberalen (16 Sitze, −4) zu bilden, die von den rechtspopulistischen Schwedendemokraten (73 Sitze, +11) im Reichstag toleriert werden. Gegenüber diesen regierenden bzw. die Regierung tolerierenden Parteien (gesamt 176 Reichstagssitze, +2 gegenüber 2018) hat die Opposition 173 Sitze, −2 gegenüber 2018.

## Umfragen
Die folgende Tabelle zeigt die Umfragen der letzten Monate vor der Wahl. Der Umfragewert der in den Umfragen führenden Partei ist farblich hervorgehoben.
| Institut  | Datum      | S      | M      | SD     | C     | V      | KD    | L     | MP    | Sonst. |
| --------- | ---------- | ------ | ------ | ------ | ----- | ------ | ----- | ----- | ----- | ------ |
| Wahl 2022 | 11.09.2022 | 30,3 % | 19,1 % | 20,5 % | 6,7 % | 6,7 %  | 5,3 % | 4,6 % | 5,1 % | 1,5 %  |
| SKOP      | 10.09.2022 | 28,6 % | 16,3 % | 19,3 % | 7,6 % | 8,0 %  | 7,0 % | 6,0 % | 7,4 % | —      |
| Demoskop  | 10.09.2022 | 29,5 % | 18,7 % | 20,5 % | 7,9 % | 6,9 %  | 5,3 % | 4,9 % | 5,3 % | 1,0 %  |
| Ipsos     | 09.09.2022 | 28,8 % | 18,2 % | 21,0 % | 8,0 % | 7,4 %  | 4,8 % | 4,2 % | 5,8 % | 1,8 %  |
| Sifo      | 09.09.2022 | 29,0 % | 16,2 % | 20,7 % | 6,6 % | 7,9 %  | 6,1 % | 6,0 % | 6,4 % | 1,1 %  |
| Novus     | 09.09.2022 | 30,3 % | 17,1 % | 21,2 % | 7,1 % | 7,8 %  | 5,9 % | 5,9 % | 4,5 % | 0,2 %  |
| SKOP      | 09.09.2022 | 28,0 % | 15,2 % | 19,4 % | 7,2 % | 8,0 %  | 7,2 % | 6,3 % | 7,9 % | 0,8 %  |
| Infostat  | 08.09.2022 | 28,7 % | 18,0 % | 20,6 % | 7,5 % | 7,8 %  | 5,9 % | 4,9 % | 4,8 % | 1,8 %  |
| Novus     | 08.09.2022 | 29,0 % | 18,0 % | 21,0 % | 7,5 % | 7,4 %  | 5,8 % | 5,1 % | 5,2 % | 1,0 %  |
| SKOP      | 08.09.2022 | 26,4 % | 16,2 % | 19,8 % | 6,5 % | 8,6 %  | 6,9 % | 6,8 % | 7,9 % | 0,9 %  |
| Sifo      | 08.09.2022 | 29,5 % | 17,1 % | 20,2 % | 7,0 % | 7,4 %  | 6,1 % | 5,8 % | 6,2 % | 0,7 %  |
| Novus     | 07.09.2022 | 27,8 % | 17,3 % | 20,6 % | 8,6 % | 8,0 %  | 5,9 % | 4,8 % | 5,7 % | 1,3 %  |
| SKOP      | 07.09.2022 | 27,9 % | 17,7 % | 19,7 % | 7,0 % | 7,7 %  | 6,3 % | 5,4 % | 7,5 % | 0,8 %  |
| Sifo      | 07.09.2022 | 30,1 % | 17,0 % | 21,0 % | 7,1 % | 7,0 %  | 6,2 % | 5,0 % | 5,8 % | 0,8 %  |
| Ipsos     | 06.09.2022 | 28,4 % | 18,2 % | 20,4 % | 7,6 % | 8,4 %  | 6,2 % | 4,2 % | 5,3 % | 1,3 %  |
| SKOP      | 06.09.2022 | 27,7 % | 18,6 % | 18,1 % | 7,4 % | 7,7 %  | 6,0 % | 5,5 % | 8,1 % | 0,9 %  |
| Sifo      | 06.09.2022 | 30,0 % | 18,6 % | 20,0 % | 7,7 % | 6,9 %  | 5,5 % | 4,7 % | 5,7 % | 0,9 %  |
| Sifo      | 05.09.2022 | 29,4 % | 17,6 % | 19,6 % | 8,2 % | 7,5 %  | 6,2 % | 5,1 % | 5,1 % | 1,3 %  |
| Novus     | 05.09.2022 | 28,9 % | 17,4 % | 20,0 % | 8,8 % | 8,0 %  | 6,6 % | 4,2 % | 5,5 % | 0,6 %  |
| SKOP      | 05.09.2022 | 30,0 % | 17,6 % | 18,8 % | 7,5 % | 7,2 %  | 5,9 % | 4,8 % | 7,8 % | 0,4 %  |
| Demoskop  | 04.09.2022 | 31,1 % | 16,6 % | 18,0 % | 8,3 % | 7,3 %  | 5,4 % | 5,4 % | 7,6 % | 0,3 %  |
| Novus     | 04.09.2022 | 29,8 % | 18,1 % | 19,8 % | 7,5 % | 8,2 %  | 6,8 % | 4,3 % | 4,8 % | 0,7 %  |
| Sifo      | 04.09.2022 | 28,5 % | 18,1 % | 19,4 % | 7,6 % | 7,7 %  | 6,2 % | 5,9 % | 4,8 % | 1,8 %  |
| Sifo      | 03.09.2022 | 28,5 % | 17,3 % | 20,1 % | 7,8 % | 7,4 %  | 6,6 % | 5,8 % | 4,8 % | 1,7 %  |
| Novus     | 03.09.2022 | 28,7 % | 17,6 % | 21,0 % | 7,0 % | 8,5 %  | 7,1 % | 4,4 % | 4,9 % | 0,8 %  |
| SKOP      | 03.09.2022 | 30,9 % | 16,2 % | 18,8 % | 8,1 % | 8,1 %  | 5,1 % | 5,5 % | 6,6 % | 0,7 %  |
| Novus     | 02.09.2022 | 26,5 % | 18,7 % | 20,9 % | 6,7 % | 8,8 %  | 7,1 % | 5,1 % | 5,4 % | 0,8 %  |
| Sifo      | 02.09.2022 | 29,0 % | 16,8 % | 20,0 % | 7,5 % | 7,6 %  | 6,3 % | 6,2 % | 4,9 % | 1,7 %  |
| SKOP      | 02.09.2022 | 30,4 % | 14,8 % | 18,4 % | 8,0 % | 8,8 %  | 5,6 % | 7,4 % | 5,7 % | 0,9 %  |
| Novus     | 01.09.2022 | 26,6 % | 18,9 % | 20,0 % | 6,8 % | 8,4 %  | 7,2 % | 5,3 % | 5,9 % | 0,9 %  |
| Sifo      | 01.09.2022 | 29,7 % | 16,1 % | 20,6 % | 7,3 % | 8,0 %  | 5,7 % | 6,2 % | 4,8 % | 1,6 %  |
| SKOP      | 01.09.2022 | 28,7 % | 16,0 % | 18,8 % | 8,3 % | 8,1 %  | 6,1 % | 6,7 % | 5,8 % | 1,5 %  |
| Sifo      | 26.08.2022 | 31,2 % | 17,5 % | 19,8 % | 5,8 % | 7,3 %  | 5,8 % | 5,2 % | 5,7 % | 1,7 %  |
| Ipsos     | 26.08.2022 | 30,4 % | 16,6 % | 20,7 % | 6,9 % | 8,5 %  | 5,5 % | 4,6 % | 5,0 % | 1,8 %  |
| Novus     | 26.08.2022 | 27,9 % | 17,8 % | 22,8 % | 5,6 % | 8,4 %  | 6,1 % | 5,5 % | 4,8 % | 1,1 %  |
| SKOP      | 26.08.2022 | 28,5 % | 18,3 % | 18,6 % | 7,0 % | 9,3 %  | 6,2 % | 6,1 % | 4,9 % | 1,1 %  |
| Novus     | 25.08.2022 | 27,5 % | 17,9 % | 22,4 % | 6,5 % | 8,5 %  | 5,5 % | 6,0 % | 4,7 % | 1,0 %  |
| Sifo      | 25.08.2022 | 30,5 % | 18,3 % | 20,3 % | 5,7 % | 7,6 %  | 5,6 % | 4,6 % | 5,3 % | 2,1 %  |
| SKOP      | 25.08.2022 | 28,0 % | 18,0 % | 18,8 % | 6,1 % | 9,6 %  | 6,3 % | 6,3 % | 5,5 % | 1,4 %  |
| Demoskop  | 24.08.2022 | 28,9 % | 18,8 % | 18,0 % | 6,6 % | 8,1 %  | 4,9 % | 7,1 % | 5,8 % | 1,8 %  |
| Novus     | 24.08.2022 | 28,2 % | 17,5 % | 22,0 % | 6,9 % | 8,5 %  | 5,1 % | 6,1 % | 4,8 % | 0,9 %  |
| Sifo      | 24.08.2022 | 30,2 % | 18,6 % | 19,2 % | 6,0 % | 7,9 %  | 6,3 % | 4,8 % | 4,7 % | 2,3 %  |
| SKOP      | 24.08.2022 | 28,9 % | 18,8 % | 18,0 % | 6,6 % | 8,1 %  | 4,9 % | 7,1 % | 5,8 % | 1,8 %  |
| SKOP      | 23.08.2022 | 27,8 % | 17,5 % | 19,3 % | 8,6 % | 8,5 %  | 4,9 % | 6,3 % | 5,9 % | 1,2 %  |
| Sifo      | 23.08.2022 | 30,2 % | 17,4 % | 19,0 % | 6,1 % | 7,2 %  | 6,7 % | 5,4 % | 5,5 % | 2,5 %  |
| Novus     | 23.08.2022 | 28,5 % | 17,4 % | 21,4 % | 7,2 % | 9,5 %  | 5,2 % | 4,9 % | 4,9 % | 1,0 %  |
| Sifo      | 22.08.2022 | 31,2 % | 17,7 % | 18,1 % | 5,8 % | 8,1 %  | 6,2 % | 5,8 % | 5,4 % | 1,7 %  |
| Novus     | 22.08.2022 | 27,8 % | 17,4 % | 21,5 % | 6,7 % | 9,6 %  | 6,0 % | 4,4 % | 5,5 % | 1,1 %  |
| Sifo      | 21.08.2022 | 32,5 % | 17,3 % | 16,8 % | 6,1 % | 8,0 %  | 5,8 % | 5,5 % | 5,5 % | 2,5 %  |
| Sifo      | 20.08.2022 | 32,2 % | 17,9 % | 16,9 % | 6,0 % | 7,8 %  | 6,0 % | 5,5 % | 5,1 % | 2,6 %  |
| Sifo      | 18.08.2022 | 31,2 % | 18,2 % | 17,1 % | 6,0 % | 8,0 %  | 5,6 % | 5,9 % | 5,5 % | 2,5 %  |
| Novus     | 17.08.2022 | 28,5 % | 19,6 % | 18,8 % | 6,0 % | 9,7 %  | 5,6 % | 5,8 % | 4,5 % | 1,5 %  |
| Sifo      | 17.08.2022 | 29,7 % | 19,2 % | 17,5 % | 6,3 % | 8,4 %  | 5,9 % | 5,6 % | 5,4 % | 2,0 %  |
| Demoskop  | 17.08.2022 | 29,6 % | 19,9 % | 18,4 % | 7,5 % | 7,4 %  | 5,8 % | 4,9 % | 5,2 % | 1,3 %  |
| Sifo      | 16.08.2022 | 30,0 % | 19,5 % | 17,6 % | 5,9 % | 7,5 %  | 6,2 % | 5,5 % | 5,6 % | 2,2 %  |
| Sifo      | 15.08.2022 | 29,9 % | 19,2 % | 16,9 % | 5,7 % | 8,0 %  | 6,5 % | 5,5 % | 5,6 % | 2,7 %  |
| Sifo      | 14.08.2022 | 31,7 % | 18,6 % | 17,4 % | 5,3 % | 7,7 %  | 6,8 % | 5,5 % | 4,5 % | 2,5 %  |
| Sifo      | 13.08.2022 | 31,1 % | 19,2 % | 17,3 % | 5,3 % | 8,0 %  | 6,7 % | 5,6 % | 4,5 % | 2,3 %  |
| Sifo      | 12.08.2022 | 31,2 % | 20,7 % | 16,5 % | 5,3 % | 7,6 %  | 6,1 % | 5,7 % | 4,6 % | 2,3 %  |
| Novus     | 11.08.2022 | 30,6 % | 18,6 % | 18,6 % | 6,8 % | 7,2 %  | 6,3 % | 5,1 % | 5,2 % | 1,6 %  |
| Demoskop  | 04.08.2022 | 28,7 % | 20,3 % | 17,7 % | 7,2 % | 7,7 %  | 6,9 % | 5,7 % | 4,8 % | 1,0 %  |
| SKOP      | 25.07.2022 | 31,5 % | 18,5 % | 16,6 % | 6,2 % | 10,3 % | 5,7 % | 6,1 % | 3,6 % | 1,5 %  |
| Demoskop  | 04.07.2022 | 30,3 % | 21,0 % | 16,3 % | 7,1 % | 8,4 %  | 6,1 % | 4,7 % | 4,9 % | 1,2 %  |
| Novus     | 30.06.2022 | 31,7 % | 19,6 % | 17,4 % | 5,4 % | 8,8 %  | 6,7 % | 5,0 % | 3,5 % | 1,9 %  |
| Ipsos     | 21.06.2022 | 31 %   | 20 %   | 19 %   | 5 %   | 9 %    | 6 %   | 5 %   | 3 %   | 2 %    |
| Sifo      | 17.06.2022 | 33,7 % | 19,3 % | 17,4 % | 6,0 % | 7,9 %  | 6,3 % | 4,4 % | 3,4 % | 1,6 %  |
| Demoskop  | 10.06.2022 | 30,9 % | 22,1 % | 16,9 % | 7,7 % | 7,6 %  | 5,7 % | 4,2 % | 3,9 % | 1,0 %  |
| Novus     | 09.06.2022 | 30,2 % | 21,5 % | 18,0 % | 5,9 % | 9,4 %  | 6,3 % | 3,5 % | 3,3 % | 1,9 %  |
| SCB       | 02.06.2022 | 33,3 % | 21,3 % | 17,0 % | 6,7 % | 7,8 %  | 5,2 % | 3,4 % | 3,3 % | 2,0 %  |
| Ipsos     | 24.05.2022 | 32 %   | 22 %   | 18 %   | 5 %   | 9 %    | 5 %   | 3 %   | 3 %   | 3 %    |
| Sifo      | 13.05.2022 | 32,6 % | 20,8 % | 18,1 % | 6,3 % | 8,2 %  | 5,6 % | 3,6 % | 2,7 % | 2,1 %  |
| Demoskop  | 06.05.2022 | 31,2 % | 22,9 % | 16,9 % | 7,9 % | 7,3 %  | 6,9 % | 2,9 % | 3,0 % | 1,0 %  |
| Novus     | 04.05.2022 | 31,8 % | 21,0 % | 17,9 % | 6,9 % | 9,0 %  | 5,9 % | 2,5 % | 3,3 % | 1,7 %  |
| Ipsos     | 26.04.2022 | 30 %   | 22 %   | 18 %   | 6 %   | 9 %    | 6 %   | 3 %   | 4 %   | 2 %    |
| Sifo      | 22.04.2022 | 33,0 % | 21,2 % | 18,2 % | 7,1 % | 8,7 %  | 4,9 % | 2,4 % | 2,9 % | 1,6 %  |
| SKOP      | 19.04.2022 | 34,7 % | 20,2 % | 15,6 % | 7,4 % | 9,2 %  | 5,8 % | 2,9 % | 2,9 % | 1,3 %  |
| Demoskop  | 08.04.2022 | 31,5 % | 22,9 % | 17,0 % | 8,0 % | 8,1 %  | 5,4 % | 2,4 % | 3,5 % | 1,2 %  |
| Novus     | 07.04.2022 | 32,0 % | 21,5 % | 18,7 % | 6,8 % | 8,3 %  | 5,7 % | 2,1 % | 3,3 % | 1,6 %  |
| Ipsos     | 29.03.2022 | 33 %   | 22 %   | 19 %   | 7 %   | 8 %    | 6 %   | 2 %   | 3 %   | –      |
| Sifo      | 18.03.2022 | 32,8 % | 21,4 % | 18,6 % | 7,0 % | 8,6 %  | 4,9 % | 2,4 % | 2,7 % | 1,6 %  |
| Demoskop  | 11.03.2022 | 32,4 % | 22,0 % | 17,5 % | 7,5 % | 7,4 %  | 6,5 % | 2,2 % | 2,9 % | 1,6 %  |
| Novus     | 03.03.2022 | 32,0 % | 21,2 % | 19,4 % | 6,8 % | 8,9 %  | 5,1 % | 2,1 % | 3,2 % | 1,3 %  |
| Ipsos     | 24.02.2022 | 29 %   | 21 %   | 20 %   | 7 %   | 10 %   | 5 %   | 3 %   | 3 %   | 2 %    |
| SKOP      | 21.02.2022 | 31,4 % | 19,1 % | 19,0 % | 7,3 % | 11,8 % | 4,2 % | 2,7 % | 3,1 % | 1,4 %  |
| Wahl 2018 | 09.09.2018 | 28,3 % | 19,8 % | 17,5 % | 8,6 % | 8,0 %  | 6,3 % | 5,5 % | 4,4 % | 1,5 %  |